# Roberto Silva Renard
Roberto Silva Renard (Santiago, 29 de marzo de 1856-Viña del Mar, 7 de julio de 1920) fue un militar chileno, comandante del Ejército de Chile conocido como el ejecutor de la orden de Matanza de la Escuela Santa María de Iquique, el 21 de diciembre de 1907 en Iquique, en contra de obreros del salitre y familiares de éstos, provenientes desde las oficinas salitreras de las pampas de Tarapacá, y que estaban en huelga producto de peticiones de mejoras laborales no solucionadas.

## Carrera militar
Roberto Silva Renard, comenzó su carrera militar en 1879, ingresando al comienzo de la Guerra del Pacífico, perteneció al arma de artillería. En dicho conflicto vio acción en las batallas de Tacna (el 26 de mayo de 1880), y durante la Campaña de Lima en las de Chorrillos y Miraflores (el 13 y 15 de enero de 1881, respectivamente). Luego de la guerra, fue destinado a Europa, estando comisionado en el ejército de Alemania por cinco años.
Durante la Guerra Civil de 1891, con el grado de mayor, se plegó al ejército revolucionario. Se embarcó en el buque Maipo y peleó en las batallas de Concón y Placilla. Su participación durante la guerra civil en el bando congresista, le valió el ascenso a coronel.

### La masacre de Valparaíso
En 1903, actuó como fiscal militar en el proceso por la masacre que ese año perpetraron efectivos del ejército contra los obreros del puerto de Valparaíso, llegando a la conclusión de que los militares acusados eran en realidad las víctimas.

### La masacre de la oficina salitrera Chile
El 17 de septiembre de 1904, comandó las tropas que masacraron a los obreros en la huelga de la oficina salitrera Chile. Estos eventos dejaron como resultado 13 muertos y 32 heridos.

### La masacre del «mitin de la carne»
Cuando a fines de octubre de 1905 se produjeron en Santiago masivas manifestaciones en protesta por el impuesto a la carne que benefició a los grandes productores de carne en Chile llamado «mitin de la carne», la guarnición militar se encontraba en maniobras fuera de la capital. Se hizo regresar a las tropas, que al mando de Silva Renard perpetraron una masacre. Hubo unos 500 heridos y entre 200 y 250 muertos.

### La matanza de la Escuela Santa María de Iquique

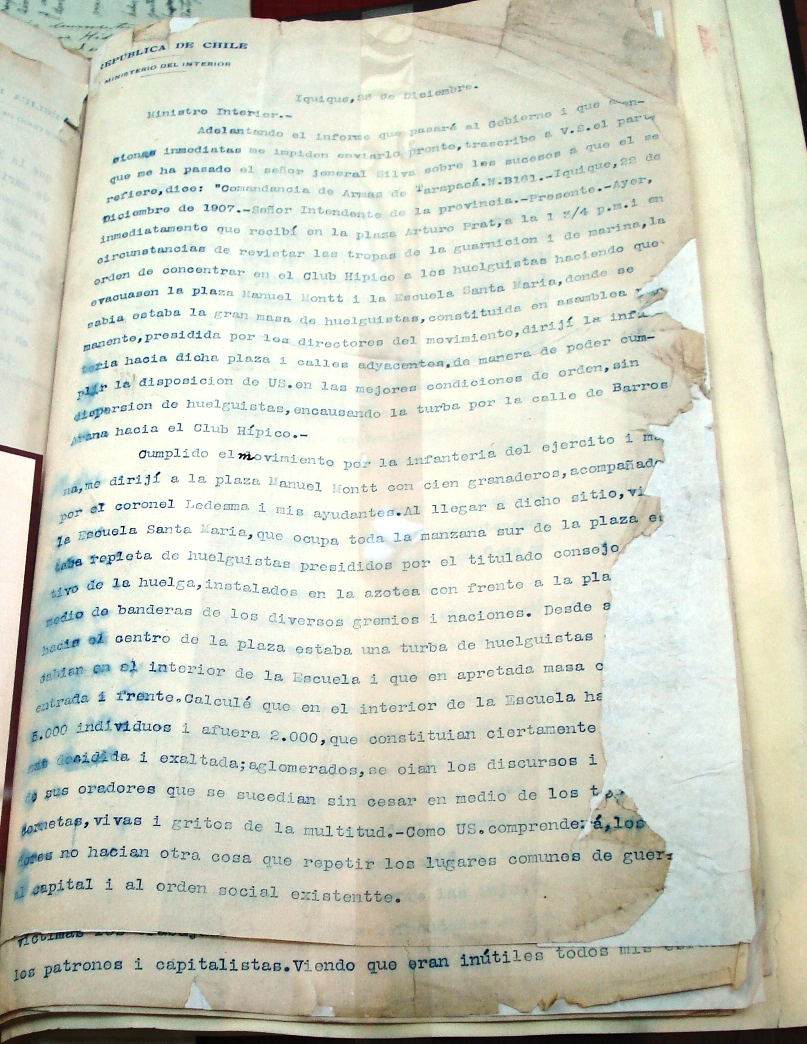
Relación de la Matanza de la Escuela Santa María de Iquique por el general Silva Renard.

En diciembre de 1907, durante la huelga de trabajadores salitreros en Iquique, a Silva Renard se le encomendó desalojarlos de la Escuela Domingo Santa María. Elías Lafferte, testigo ocular de los hechos, relata:

“Hacia las 3.30 a cuatro de la tarde, terrible expectación reinaba en el interior de la Escuela Santa María. Tropas del ejército apuntaban sus fusiles contra los obreros y contra la azotea, donde se hallaba en reunión permanente la dirección del movimiento. En cuanto a las ametralladoras en manos de marineros de los barcos surtos en la bahía, estaban dirigidas directamente contra las apretadas filas de pampinos. A esa hora entró el coronel Roberto Silva Renard montado, como Napoleón, en un caballo blanco para esta desigual batalla. Un corneta que iba a su lado lanzó al aire algunas notas de su instrumento, las cuales provocaron uno de esos pavorosos silencios anunciadores de cosas terribles”. El coronel “hizo un toque de atención con su corneta y dio la orden del crimen. Fríamente dio la orden de fuego. El ruido de los disparos fue ensordecedor (…)

Producto de esta acción murió un número indeterminado de obreros, siendo las estadísticas estimadas entre 195 y 3.600 (aunque la cifra más aceptada es de cerca de 2200, de acuerdo a diversas fuentes). Los sobrevivientes fueron llevados a sablazos hasta el local del Club Hípico de la ciudad, y desde allí a la pampa, donde se les impuso un régimen de terror. Quien dio la orden de disparar fue el ministro del Interior de entonces, Rafael Sotomayor Gaete. De las víctimas fatales de la masacre, un buen porcentaje de ellos eran peruanos y bolivianos.

## Atentado y muerte

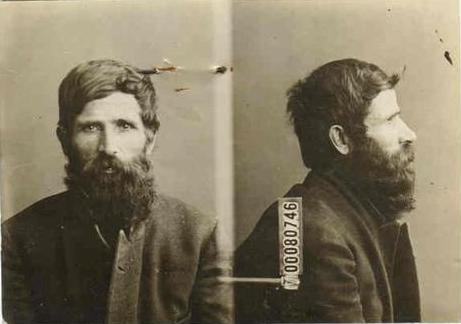
Antonio Ramón Ramón, hombre que hizo justicia contra el crimen del General, el 14 de diciembre de 1914.

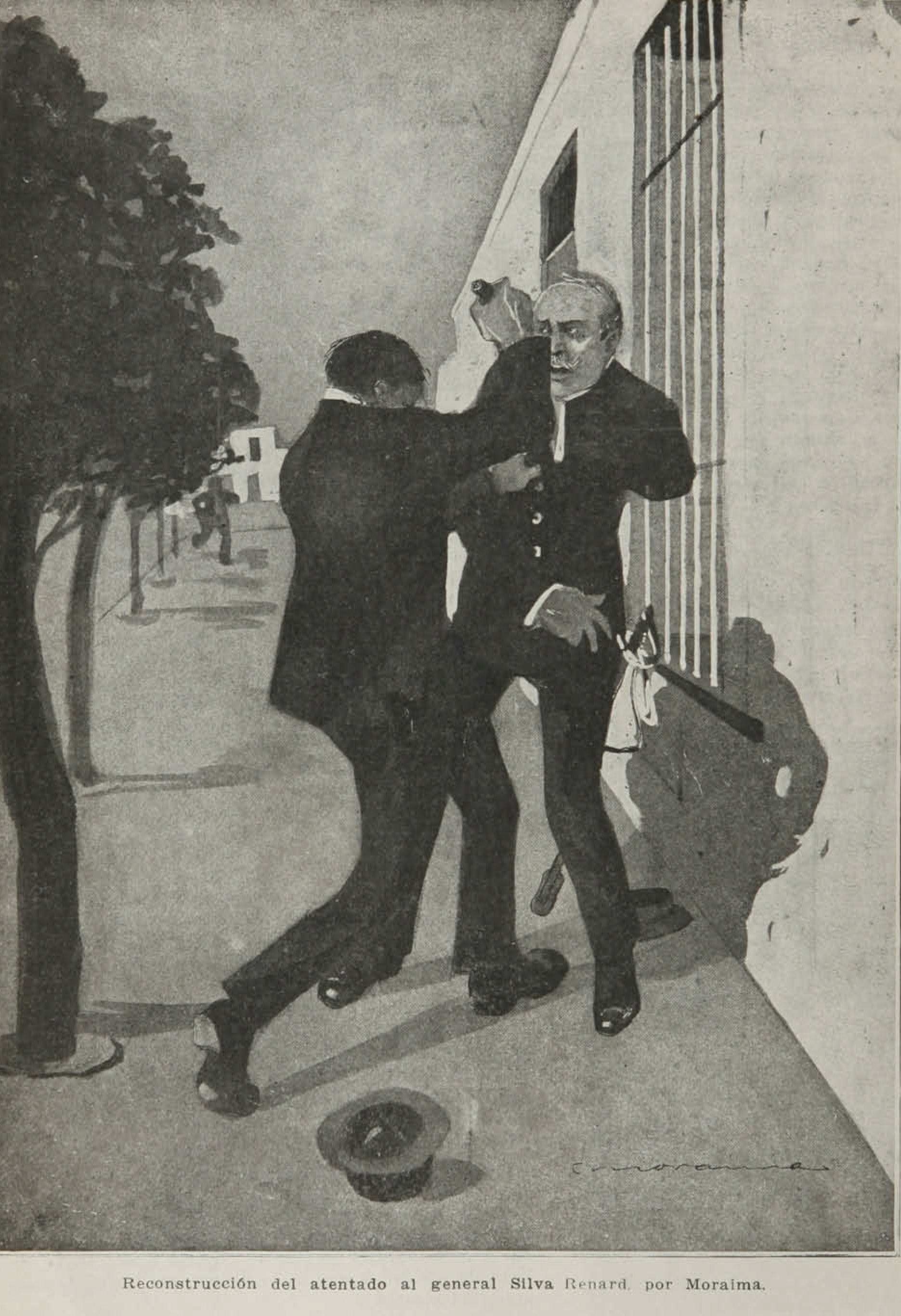
Grabado que Representa el atentado. Revista Zig-Zag (1914)

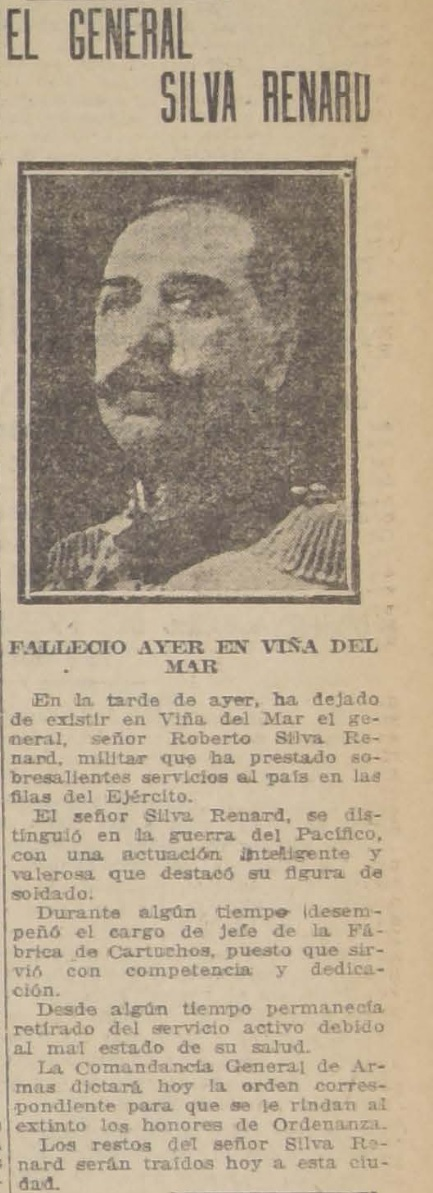
Nota de prensa del fallecimiento de Silva Renard en el diario La Nación

Uno de los tantos acribillados en la Escuela Santa María fue un ciudadano español de nombre Manuel Vaca, obrero de la oficina salitrera Jaspampa. Su medio hermano, Antonio Ramón Ramón quiso hacer justicia por sus propias manos. El 14 de diciembre de 1914 a las 10:15 de la mañana, cuando el general Silva caminaba por la calle Viel, en las proximidades del Parque Cousiño, en dirección a su despacho en la Fábrica de Cartuchos del Ejército, en la cual se desempeñaba como director, fue atacado por la espalda. Recibió varias heridas que lo mantuvieron enfermo por varios meses, y que motivaron su retiro. Al respecto, el Memorial del Ejército de Chile señaló: 

Herido alevosamente en los últimos días de su carrera por una mano criminal, armada por la venenosa propaganda anarquista, sufrió altivamente las injusticias de la suerte y no repuesto todavía de las heridas que recibiera, se le vio de nuevo en la brecha del trabajo diario, dedicando las últimas energías de su vida en provecho de la Nación y del Ejército.

 Tenía grado de General de División y había servido por más de 40 años al ejército.
Silva Renard fijó su residencia en Viña del Mar y allí murió de neumonía el 7 de julio de 1920. Sus restos fueron conducidos a Santiago, y fueron enterrados en el Cementerio General. En su homenaje se le dio su nombre al Regimiento de Artillería N.º 3 de Concepción.